# Лич, Эдмунд
Сэр Эдмунд Лич (англ. Edmund R. (Ronald) Leach; 7 ноября 1910, Сидмут, Девон или Ланкашир — 6 января 1989, Кембридж) — британский социальный антрополог. Доктор философии (1947), профессор. Член Британской академии (1972). Рыцарь с 1975 года.

## Биография
Окончил кембриджский Клэр-колледж (бакалавр BA, 1932). Затем несколько лет провел в Китае — по четырехлетнему контракту с торговой фирмой. После чего вернулся в Англию и изучал социальную антропологию у Бронислава Малиновского и Раймонда Фёрса в ЛШЭ, был активным участником знаменитого семинара у первого из них. Среди своих учителей Лич также указывал Мейера Фортеса.
Летом 1938 года посетил Ирак. В 1939 отправился в Бирму, где его застало начало Второй мировой войны; служил там офицером в бирманской армии до 1945 года.
В 1947 получил в ЛШЭ докторскую степень — и получит там свою первую преподавательскую должность, лектора (между чем посетит Саравак). В 1953 году ушел оттуда с должности ридера, предпочтя вернуться в Кембридж в качестве преподавателя. В 1953 и 1956 гг. посещал Цейлон.
В 1950 вышел его исследовательский отчет Social Science Research in Sarawak. В 1954 выпустил свою первую крупную работу — Political Systems of Highland Burma. В 1961 вышла его монография Pul Eliya, A Village in Ceylon. Вслед за повышением до должности ридера (в 1957), в 1972 году университет удостоит его персональной кафедры. С 1966 по 1979 провост Королевского колледжа, его феллоу с 1960. Президент Королевского антропологического института (1971-5). Иностранный почетный член Американской академии искусств и наук (1968). Почетный доктор Чикагского ун-та (1976).
Автор девяти книг. Женился в 1940 году. В 1941 родилась дочь.
Как отмечает Адам Купер, в 67-м в своих Райтских лекциях (Reith Lectures) Лич заявил, что «семья, с ее узким уединением и безвкусными секретами, далека от того, чтобы быть основой хорошего общества, она является источником всех наших недовольств».

## Отличия
- Curl Essay Prize (1951, 1957)
- Rivers Memorial Medal[англ.] (1958)
- Malinowski Memorial Lecture (1959)
- Henry Myers Lecture (1966)
- Mason Memorial Lecture (1970)
- Cantor Lectures, Royal Society of Arts (1973)
- Munro Lectures, University of Edinburgh (1977)
- Huxley Memorial Lecture[англ.] (1980)